# Benetton B192
Vous lisez un « bon article » labellisé en 2020.
Chronologie des modèles (1992)
Benetton B191 Benetton B193
La Benetton B192 est une monoplace de Formule 1 engagée par l'écurie britannique Benetton Formula dans le cadre du championnat du monde de Formule 1 1992. Elle est pilotée par l'Allemand Michael Schumacher, présent dans l'équipe depuis la fin de la saison 1991 et qui dispute sa première année complète dans la discipline-reine, et le Britannique Martin Brundle, en provenance de l'écurie Brabham Racing Organisation.
Conçue par les ingénieurs Ross Brawn et Rory Byrne, la B192, équipée d'un moteur V8 Ford-Cosworth HBA, est une évolution de la B191 de la saison précédente et reprend ses bases aérodynamiques, par un nez surélevé qui contraste avec l'architecture des autres monoplaces du plateau.
Après un déverminage effectué par Martin Brundle le 7 avril 1992 sur le circuit de Silverstone, la Benetton B192 fait ses débuts en compétition lors du Grand Prix d'Espagne, quatrième manche du championnat, en remplacement de la B191B utilisée en début de saison. Sa grande fiabilité et ses bonnes performances permettent à Michael Schumacher de remporter sa première victoire en Formule 1 lors du Grand Prix de Belgique et à Martin Brundle de monter à cinq reprises sur le podium.
Forte d'une victoire, de onze podiums et de deux meilleurs tours en course, la B192 permet à Benetton de ravir la troisième place du championnat du monde des constructeurs avec 91 points et à Michael Schumacher, longtemps en lice pour le titre honorifique de vice-champion du monde, d'occuper la troisième place du classement des pilotes.

## Contexte et développement
En 1990, Benetton Formula, écurie britannique fondée en 1986 par Luciano Benetton, le fondateur de la marque de prêt-à-porter italien éponyme, entreprend une véritable refonte technique. En effet, Flavio Briatore, le directeur de l'équipe, recrute en qualité de directeur technique John Barnard, alors l'ingénieur le plus réputé de la Formule 1 qui a contribué aux succès de McLaren Racing et de la Scuderia Ferrari dans les années 1980. L'ingénieur britannique constate, au bout de quelques semaines d'audit, que les infrastructures techniques de Benetton ont une à deux années de retard sur celles des écuries pour lesquelles il a travaillé auparavant. Il imagine alors un nouveau bureau d'études, une équipe de test et un centre de fabrication de carbone à Godalming et développe la Benetton B191 avec le concours de la soufflerie de la Royal Aircraft Establishment de Farnborough. Cette monoplace possède un nez surélevé et des pontons plus classiques que ses devancières, des modifications techniques qui perdureront sur les monoplaces Benetton jusqu'en 1999. En parallèle, Briatore obtient un accord de trois ans pour la fourniture des moteurs Ford-Cosworth, avec une remise commerciale de 20 %, et s'assure de la bonne santé financière de son équipe en obtenant une enveloppe de dix millions de dollars annuel par Reynolds Tobacco, via le cigarettier Camel qui devient le commanditaire principal,.
Pourtant, dès 1991, John Barnard quitte Benetton à cause des réductions salariales imposées par Briatore, qui l'accuse également de concentrer ses efforts dans l'installation de son nouveau centre de recherches de Godalming, sacrifiant ainsi le développement de la B191. La direction technique est provisoirement laissée à Tom Walkinshaw, le patron de l'équipe Jaguar en endurance, qui rachète 35 % des parts de Benetton Formula. Walkinshaw impose également la venue de son pilote Martin Brundle en 1992 pour remplacer Nelson Piquet en fin de carrière, et épauler l'Allemand Michael Schumacher, arrivé depuis le Grand Prix d'Italie 1991. Enfin, Ross Brawn, le directeur technique de Jaguar, est recruté pour concevoir la Benetton B192 avec l'assistance de Rory Byrne tandis que Walkinshaw lance la construction d'une nouvelle usine à Enstone pour centraliser le siège technique de Godalming et le siège sportif de Witney. La nouvelle voiture ne doit être lancée que pour la quatrième manche du championnat 1992,.

## Conception de la monoplace

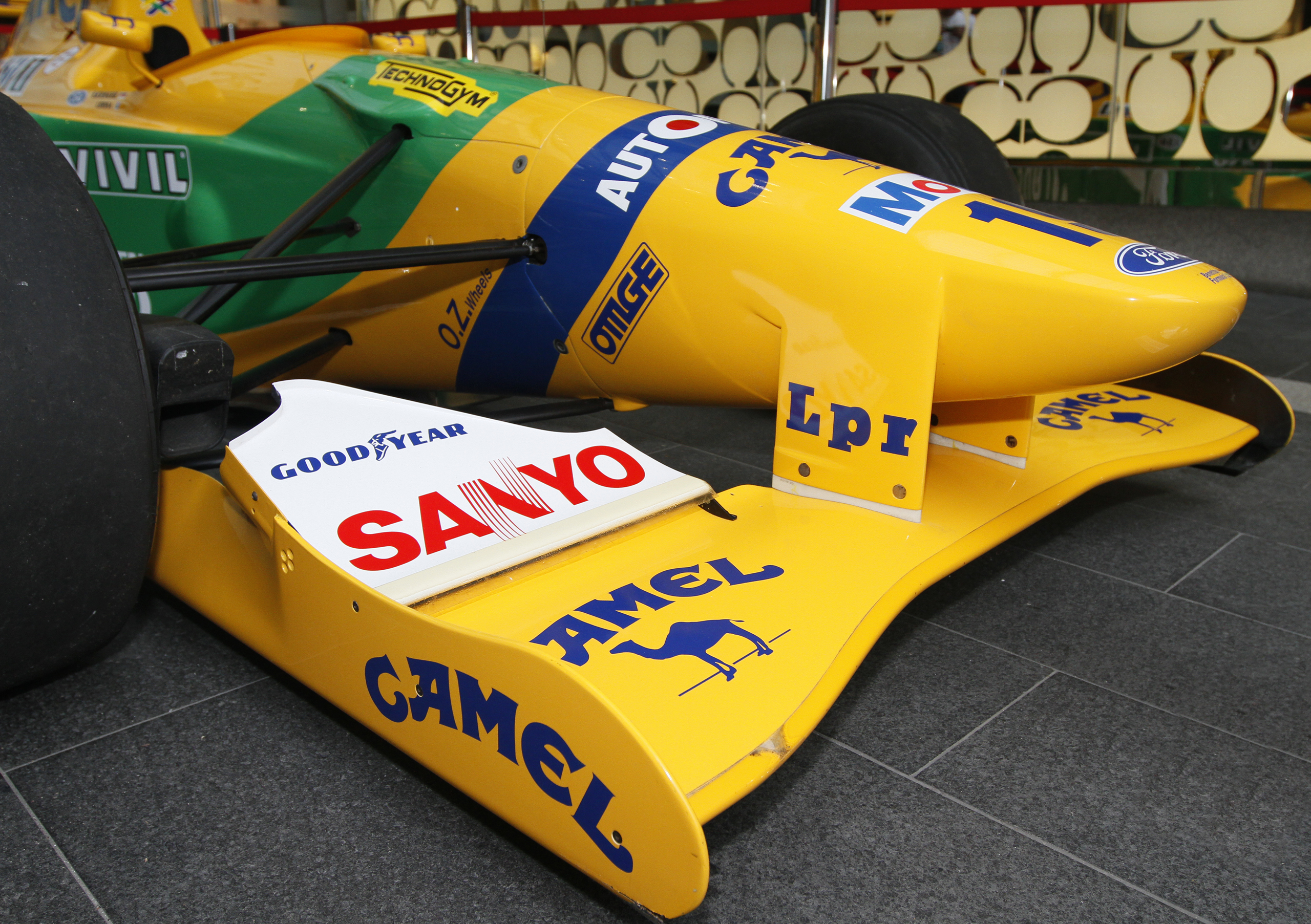
La Benetton B192 se singularise des autres monoplaces de Formule 1 en 1992 par un nez surélevé.

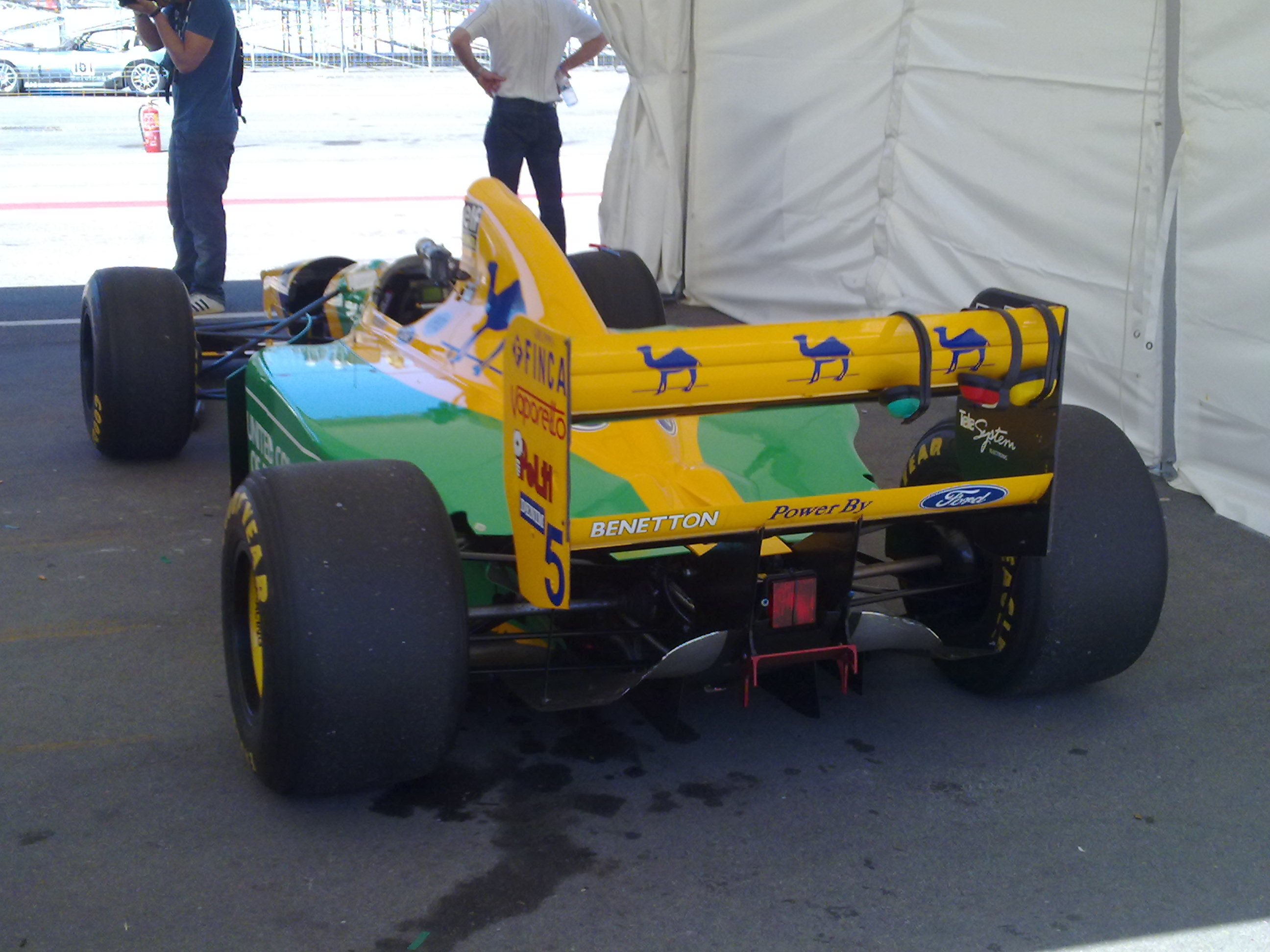
L'arrière de la Benetton B192.

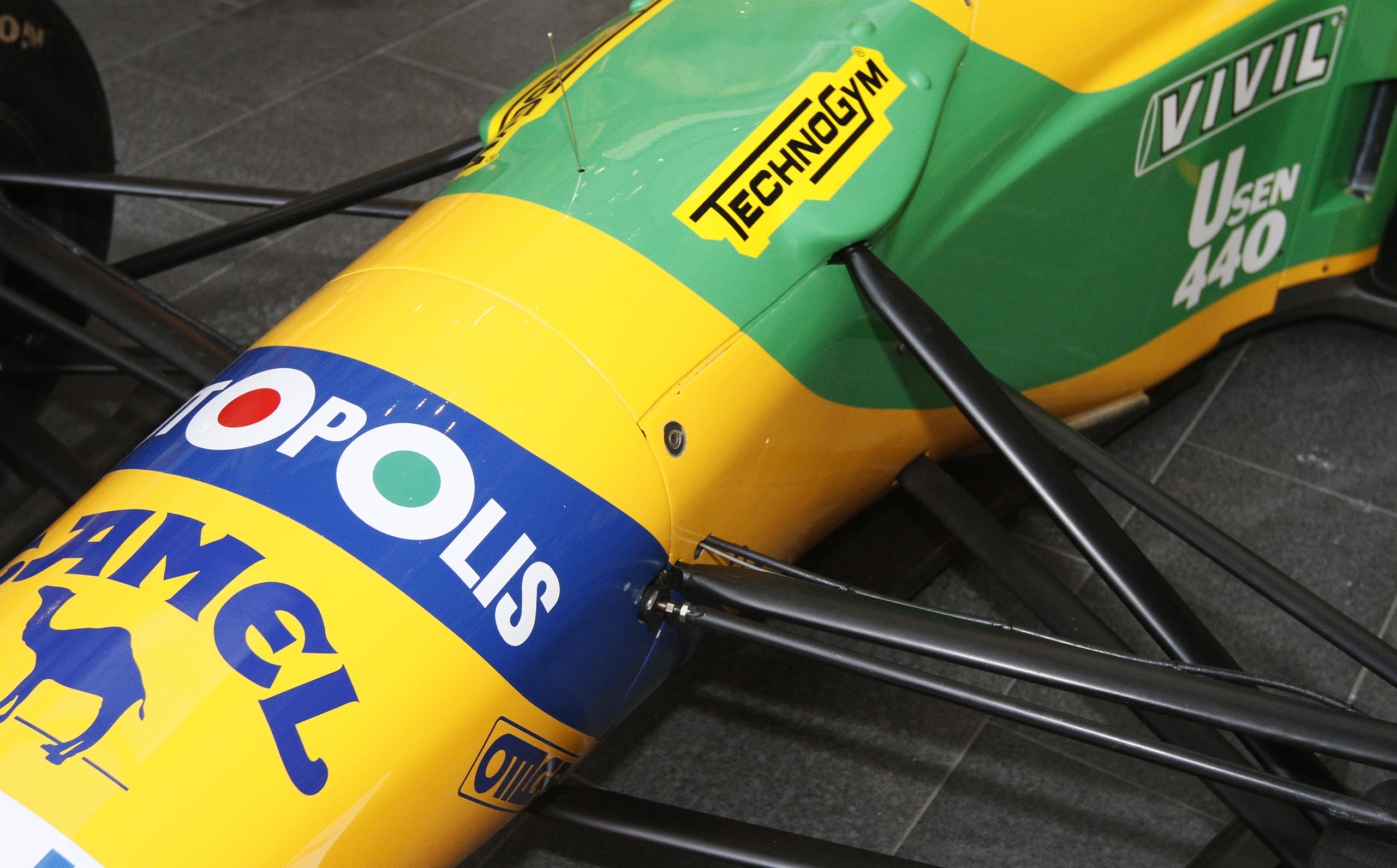
Les bras de suspension avant de la Benetton B192.

La Benetton B192, conçue par Ross Brawn et Rory Byrne, dispose d'un châssis monocoque moulé en fibre de carbone et en aluminium et d'une structure en nid d'abeille, d'une masse de 505 kilogrammes. Sa voie avant est de 1 816 mm et sa voie arrière est de 1 710 mm. La B192 se distingue des autres monoplaces du plateau par son aérodynamique soignée et un nez surélevé qui favorise l'écoulement du flux d'air sous la coque. Contrairement aux Williams FW14B, McLaren MP4/7A et Ferrari F92A, elle ne dispose ni de suspension active, ni de transmission semi-automatique : ses suspensions présentent une architecture classique composée de doubles triangles, de poussoirs et d'amortisseurs conçus en interne. La transmission est assurée par une boîte de vitesses transversale manuelle à six vitesses développée par Benetton. Ross Brawn justifie ce choix : « Notre souci a été de faire une voiture sans complication excessive en nous rapprochant du poids minimum ». Les disques de frein en carbone sont conçus par Carbone Industrie et les étriers par Brembo. Les roues sont fournies par Enkei et les pneumatiques par Goodyear. Enfin, le carburant, fourni par Mobil, est stocké dans un réservoir de 200 litres,,.
La B192 est propulsée par un moteur V8 Ford-Cosworth HBA7 ouvert à 75 degrés, de 3 494 cm3 de cylindrée développant 680 chevaux à 13 000 tours par minute. Cette spécification moteur n'est disponible qu'à partir du Grand Prix de Saint-Marin, la deuxième épreuve à laquelle est engagée la monoplace britannique. Pour sa première apparition en Espagne, la B192 dispose du bloc Ford-Cosworth HBA5, moins puissant de vingt chevaux. Le nouveau moteur américain rend 90 chevaux au V12 Honda équipant les McLaren MP4/7A, 50 chevaux au V12 équipant les Ferrari F92A et 70 chevaux au V10 Renault des Williams FW14B, les trois autres monoplaces du haut du tableau,,,.
La B192 fait ses premiers tours de roue le 7 avril 1992 lors d'un déverminage effectué par Martin Brundle sur le circuit de Silverstone.

## Choix des pilotes

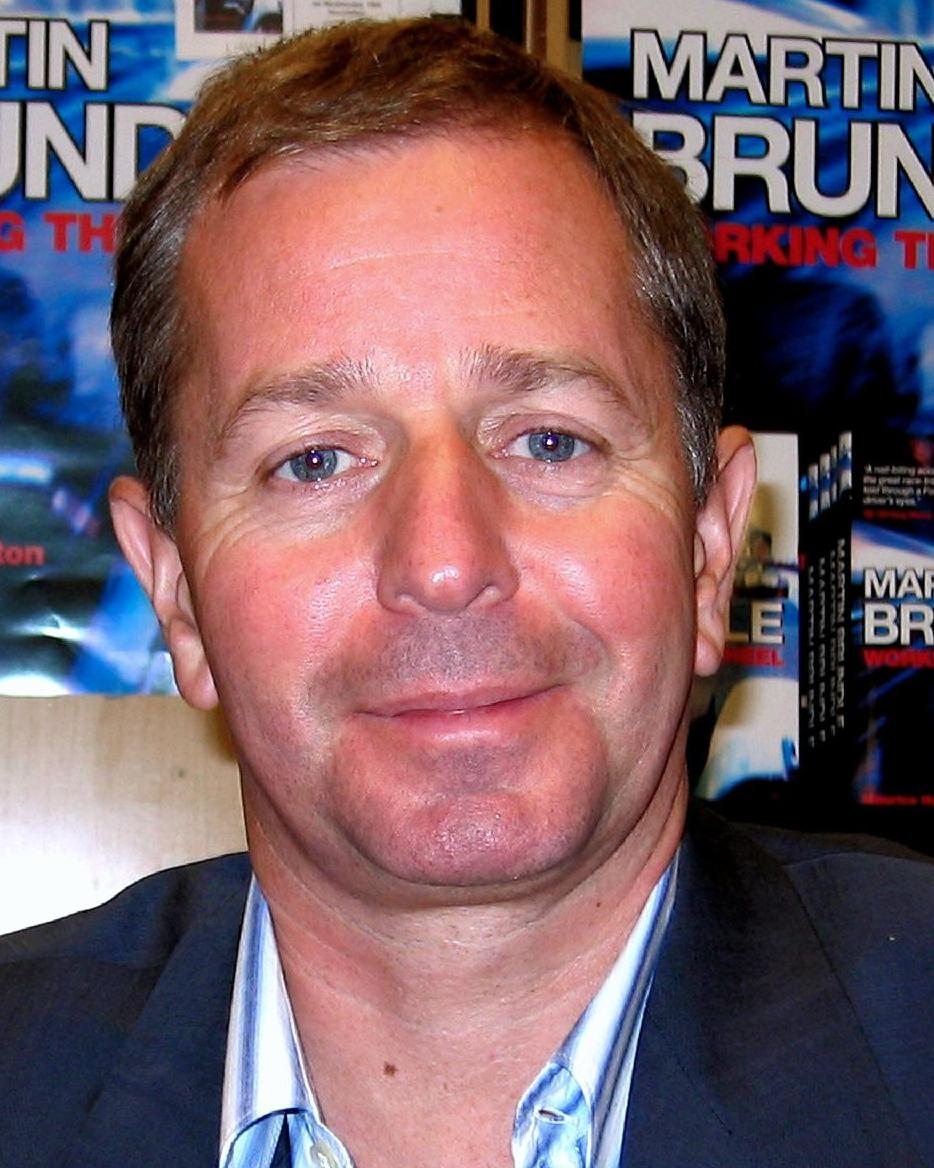
Martin Brundle (ici en 2004) intègre une écurie de pointe avec Benetton après avoir connu le succès en endurance.

Le premier pilote, engagé dès septembre 1991, est le novice allemand Michael Schumacher. Après une saison en Formule Ford 1600 où il est vice-champion d'Europe en 1988, Schumacher intègre le championnat d'Allemagne de Formule 3 qu'il termine termine deuxième en 1989 et qu'il remporte en 1990. Il gagne ensuite le prestigieux Grand Prix de Macao de Formule 3 1990 après une lutte âpre face au Finlandais Mika Häkkinen. En parallèle de sa carrière en monoplace, Schumacher dispute le championnat du monde des voitures de sport avec l'écurie Sauber-Mercedes. Cinquième du classement des pilotes en 1990, il fait équipe avec l'Autrichien Karl Wendlinger la saison suivante : le duo se distingue en terminant cinquième des 24 Heures du Mans où ils réalisent le meilleur tour en course.
Ses performances lui permettent d'obtenir un volant en Formule 1 au sein de l'écurie irlandaise Jordan Grand Prix où il impressionne les observateurs en se qualifiant en septième position du Grand Prix de Belgique 1991, devant son équipier, l'expérimenté Andrea De Cesaris. Il est alors convoité par Flavio Briatore qui l'embauche dès la manche suivante, en Italie en remplacement du Brésilien Roberto Moreno. Après une fin de saison où il domine son équipier Nelson Piquet, Schumacher obtient son premier podium en Formule 1 lors du Grand Prix du Mexique, deuxième manche du championnat 1992.
Le deuxième pilote, recruté en octobre 1991 pour la saison 1992 en remplacement de Nelson Piquet, est l'expérimenté Britannique Martin Brundle,. Il fait ses débuts en Formule 1 dès 1984 avec Tyrrell Racing et obtient son premier podium dès sa huitième course à Détroit, avant que sa saison ne soit interrompue par une blessure à la cheville survenue à Dallas. Il perd le bénéfice de ses résultats lorsque la Fédération internationale du sport automobile disqualifie son écurie pour tricherie. Après une saison anonyme en 1985, il renoue avec les points en 1986 et rejoint, l'année suivante, l'équipe allemande Zakspeed mais, eu égard à la faiblesse de sa monoplace, se voit relégué en fond de grille. Brundle quitte alors la Formule 1 pour disputer le championnat du monde des voitures de sport 1988, qu'il remporte avec Jaguar après cinq victoires de rang.
En 1989, il revient en Formule 1 au sein de l'écurie Brabham, en fond de grille, ce qui le pousse à retourner en endurance l'année suivante où il remporte les 24 Heures du Mans 1991. Rejoignant Benetton en 1992, il est immédiatement dominé par Schumacher, tant en qualifications qu'en course où il essuie trois abandons consécutifs au volant de la Benetton B191B,,.

## Engagement en championnat du monde
La Benetton B192 fait sa première apparition en compétition début mai lors du Grand Prix d'Espagne, quatrième manche de la saison à Barcelone, alors que l'écurie britannique, qui dispute le centième Grand Prix de Formule 1 de son histoire, est deuxième du championnat du monde des constructeurs avec onze points, tous marqués par Michael Schumacher, mais loin derrière les 48 unités de Williams. Schumacher occupe la troisième place du championnat du monde des pilotes tandis que Martin Brundle n'a jamais rallié l'arrivée des trois premières manches du championnat. Les observateurs s'attendent à ce que le novice allemand défie la suprématie des pilotes Williams, Nigel Mansell et Riccardo Patrese,.

### Une monoplace candidate aux podiums en début de saison européenne
Au volant d'une monoplace préparée pour lui, bien que dépourvue de suspension active, Michael Schumacher se qualifie en première ligne pour la première fois de sa carrière, en 1 min 21 s 195 à une seconde de la pole position établie par Mansell, et ce malgré une sortie de piste lors des essais où il détruit sa nouvelle voiture. Parti deuxième, il prend un mauvais départ et perd deux places. Après un dépassement d'autorité sur Jean Alesi et l'abandon de Riccardo Patrese, l'Allemand profite des fortes intempéries pour combler son retard sur Nigel Mansell qui a réduit son rythme de course, sans pour autant chercher à rattraper le pilote Williams et risquer la sortie de piste, pour terminer deuxième de l'épreuve. Mansell justifie alors cette baisse de régime en milieu de course en expliquant que le « gamin » a sans doute trouvé un raccourci, mais la plaisanterie laisse de marbre son cadet. En outre, les observateurs estiment la bonne performance de Schumacher a été permise par l'absence d'aides électroniques sur sa monoplace, la piste très égale et détrempée de Barcelone gommant le bénéfice tiré par Williams, Ferrari et McLaren de leurs suspensions actives et de leur transmission semi-automatique. De son côté, Martin Brundle, qualifié sixième en 1 min 22 s 529, abandonne au cinquième tour de l'épreuve après avoir été envoyé en tête-à-queue par Érik Comas (Ligier) qui tentait de le dépasser dans le virage Elf,,,.
Deux semaines, plus tard, sur le rapide circuit d'Imola, à Saint-Marin, Martin Brundle est mis sous pression par Flavio Briatore qui envisageait de faire appel aux services de Nelson Piquet pour le remplacer avant que son ancien pilote ne subisse un grave accident lors des 500 miles d'Indianapolis 1992. Alors qu'il dispose toujours de l'ancien moteur V8 Ford-Cosworth HBA 7, la spécification HBA 5 étant réservée à son équipier, le Britannique se qualifie en sixième position en 1 min 23 s 904, à deux dixièmes de seconde de Schumacher, cinquième sur la grille en 1 min 23 s 701, à 1,8 seconde de Mansell. En course, Brundle prend l'ascendant sur l'Allemand dès le premier tour. Les deux pilotes se livrent à une bataille en piste, Schumacher tentant de dépasser à plusieurs reprises son équipier, en vain : après plusieurs écarts, l'Allemand fait une erreur à Rivazza et sort de la piste, heurtant le mur de pneus avec l'arrière de sa voiture. Après plusieurs minutes lors desquelles ses mécaniciens tentent de réparer sa monoplace dans les stands, Schumacher abandonne au vingt-troisième tour, sa suspension arrière étant trop endommagée. Deux boucles plus loin, Brundle, lui aussi victime d'une sortie de piste, change ses pneumatiques et marque les points de la quatrième place,,.

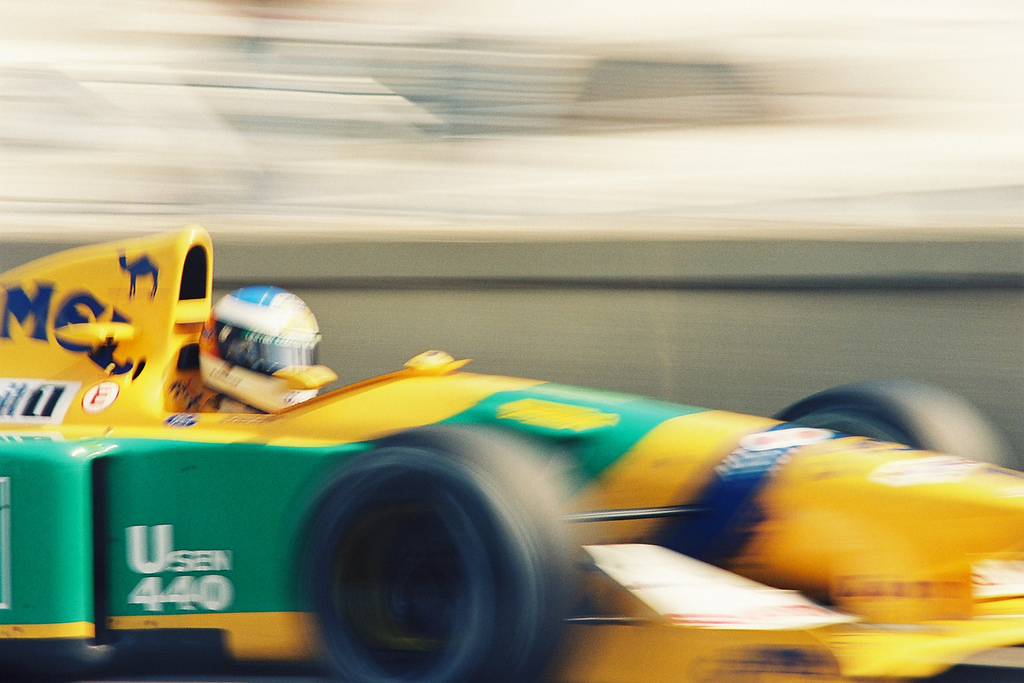
Michael Schumacher au volant de la Benetton B192 sur le circuit de Monaco.

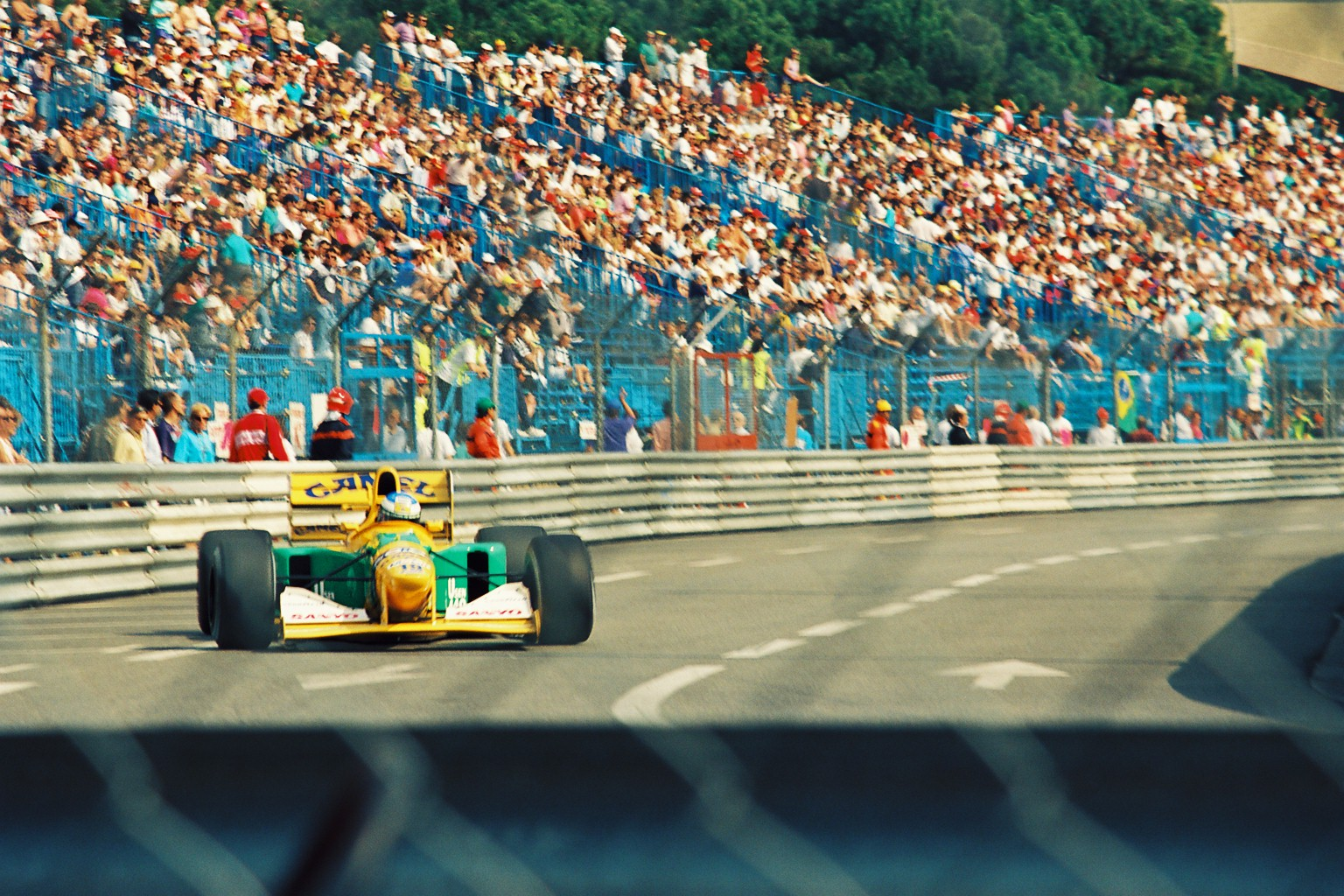
Michael Schumacher sur le circuit de Monaco.

Fin mai, dans les rues monégasques, malgré les problèmes de sous-virage dont souffre la B192, Schumacher est sixième des qualifications, en 1 min 21 s 831, à 2,3 secondes de Mansell tandis que Brundle est septième sur la grille, en 1 min 23 s 904. Schumacher prend un bon départ et ravit la cinquième place à Gerhard Berger (McLaren), alors pris en chasse par Brundle qui, en tentant une manœuvre de dépassement à la sortie du tunnel au dix-neuvième tour, accroche l'arrière de la monoplace de l'Autrichien et casse son aileron avant. Après un passage aux stands pour le changer, le Britannique reprend la piste avec un tour de retard sur ses poursuivants et entame une longue remontée dans le classement, s'emparant même provisoirement du meilleur tour en course ; il termine cinquième, derrière Schumacher qui a lutté contre Patrese pendant près de quarante tours et subit un accrochage avec Alesi en début de course, en tentant de le dépasser dans l'épingle de Loews. À l'issue de cette manche, Benetton rétrograde à la troisième place du championnat avec 25 points, un de moins que McLaren,,,.
À la mi-juin, lors du Grand Prix du Canada sur le circuit Gilles-Villeneuve, malgré les pannes, Schumacher (1 min 20 s 456) et Brundle (1 min 21 s 738) occupent les cinquième et septième places qualificatives. En course, les Benetton B192 sont équipées de l'ancien bloc Ford-Cosworth HBA 5, jugé plus performant sur ce tracé. Au départ, Brundle dépasse Johnny Herbert (Team Lotus) et se montre plus véloce que son équipier. Les deux pilotes rattrapent le trio de tête composé d'Ayrton Senna, Gerhard Berger (McLaren) et Riccardo Patrese (Williams) ; le Britannique, bouché pendant vingt tours par Schumacher, parvient à le dépasser lorsque ce dernier est gêné par la Minardi de Gianni Morbidelli. L'abandon de Senna offre la possibilité à Brundle de lutter pour la première place avec Berger ; malgré une B192 plus rapide que la McLaren MP4/7A, celle-ci subit un problème de transmission au quarante-sixième tour, le contraignant à l'abandon et laissant la deuxième place finale à Schumacher qui, moins rapide, ne cherche pas se lancer à la poursuite de l'Autrichien. La B192, très rapide au Canada, ne rend que vint-septième millièmes de seconde au meilleur tour en course réalisé par Berger : d'après Brundle, « pour la première fois au Canada, j'avais une voiture capable de gagner »,,.

### Tensions entre Schumacher et Senna
Martin Brundle aborde l'été de façon délicate : en marge du Grand Prix de France, Riccardo Patrese, que Williams doit remplacer par Alain Prost en 1993, négocie un volant chez Benetton Formula avec Flavio Briatore, qui souhaite se débarrasser du pilote britannique : celui-ci, septième du championnat, n'a marqué que cinq points, loin des 26 de Michael Schumacher, troisième du classement,.
Brundle réagit dès Magny-Cours, début juillet : septième des qualifications, en 1 min 16 s 151, à 2,2 secondes de la pole position établie par Nigel Mansell, il se retrouve troisième dès le début de l'épreuve et jusqu'au drapeau à damier, malgré quelques coupures de moteur qui ne se calmeront qu'avec l'arrivée de la pluie, obtenant ainsi son premier podium officiel en Formule 1,,. De son côté, Schumacher, cinquième sur la grille, en 1 min 15 s 569 tente, dès le premier tour, de dépasser Ayrton Senna par l'intérieur dans le virage d'Adélaïde, mais le Brésilien se rabat. Schumacher poursuit néanmoins sa manœuvre et l'accroche. S'il s'en tire avec un aileron avant arraché, Senna abandonne. La course étant interrompue momentanément à cause de la pluie, Senna se rend à la rencontre du pilote Benetton, lui expliquant qu'il a fait une « grosse erreur, pire encore qu'au Brésil, avec des pneus et des freins froids » et qu'il aurait pu déclencher une catastrophe. Surtout, le pilote McLaren, n'ayant pas digéré les propos de Schumacher à Interlagos (ce dernier a affirmé à la presse que Senna l'a gêné par son pilotage, arguant que ces manœuvres n'étaient pas dignes d'un triple champion du monde), lui signifie qu'il vient directement parler de ces problèmes, au lieu de passer par les médias. Senna, conscient que Schumacher s'affirme comme son futur grand rival, cherche à donner une leçon au jeune pilote, espérant « l'avoir effrayé et que cela le ralentira un peu » et qu'il lui a porté le « mauvais œil ». En effet, lors de la deuxième partie de la course, Schumacher accroche Stefano Modena (Jordan), toujours à Adélaïde, et abandonne. Sermonné par Flavio Briatore, il présente ses excuses à Senna après la course, avouant qu'il est allé trop vite dans ce virage,.

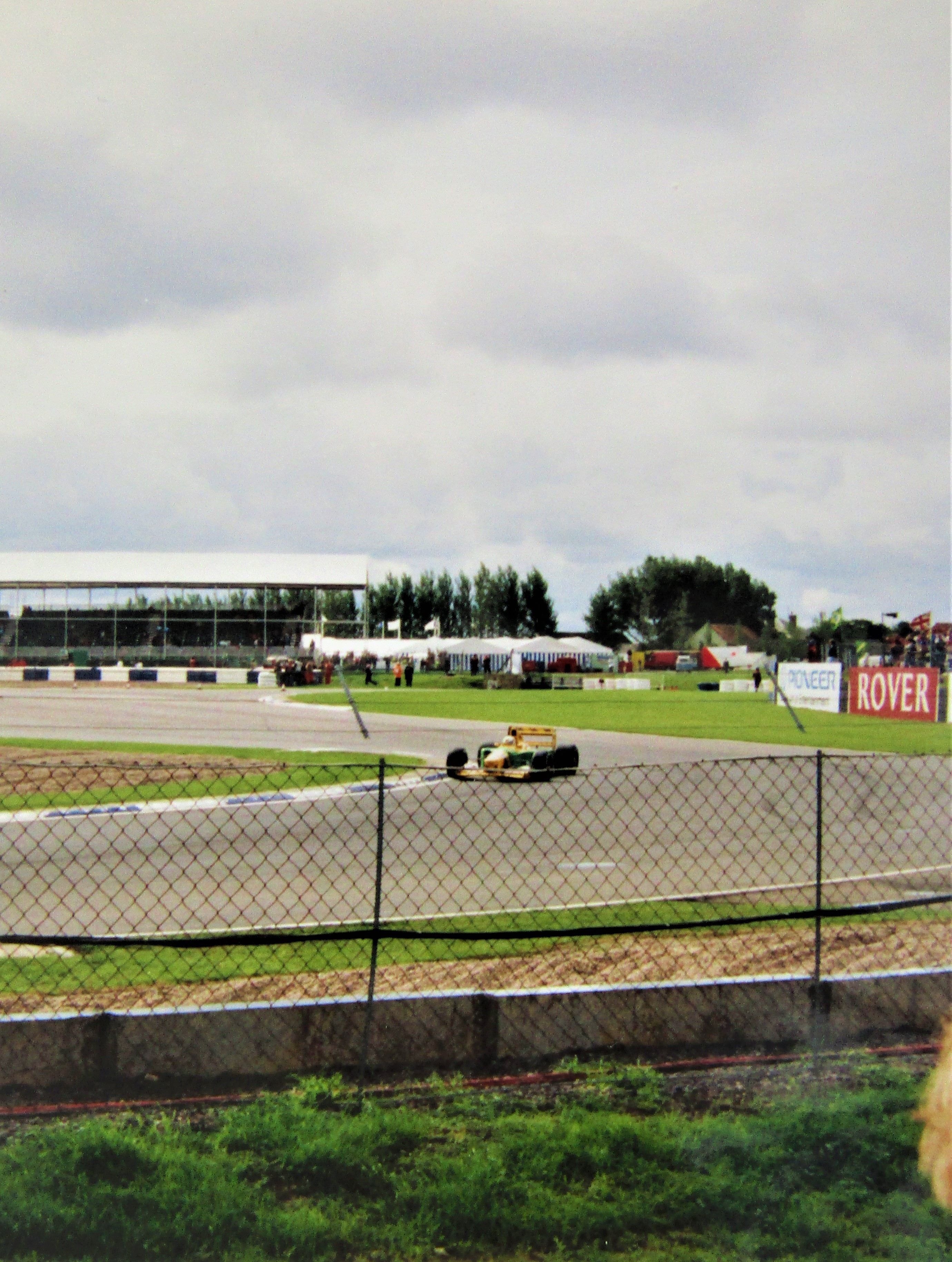
Martin Brundle abordant le virage Woodcote du circuit de Silverstone à bord de la Benetton B192 lors du Grand Prix de Grande-Bretagne.

Néanmoins, l'Allemand ne se laisse pas intimider par Senna : deux semaines plus tard, à Silverstone, il explique que « si quelqu'un fait une erreur à mes yeux, je dois le dire », même si c'est au sujet du triple champion du monde. Quatrième des qualifications en 1 min 22 s 066, sur la même ligne que Senna, Schumacher lui livre bataille en début de course mais sa lutte pour le podium prend fin lorsqu'il heurte à nouveau, sans gravité, Stefano Modena. Il profite de la casse moteur de Berger dans le dernier tour pour prendre la quatrième place. Brundle, sixième des qualifications (1 min 23 s 489), termine troisième après avoir résisté tout au long de l'épreuve aux assauts d'Ayrton Senna, rappelant leur âpre lutte pour le titre de champion de Grande-Bretagne de Formule 3 en 1983, alors que tous deux terminent leur course avec des gommes usées par leur bataille. Le triple champion du monde salue d'ailleurs le combat mené contre son ancien rival, estimant que son podium est largement mérité. Brundle reçoit les félicitations du public britannique qui se rue sur la piste pour congratuler et offrir des drapeaux anglais à leurs pilotes nationaux,.
La confrontation entre Schumacher et Senna atteint son point d'orgue lors d'une séance d'essais à Hockenheim en marge du Grand Prix d'Allemagne : Senna gêne Schumacher dans son tour rapide en roulant lentement puis en mettant brusquement les gaz, l'obligeant à freiner brutalement. Plus tard dans la journée, le scénario inverse se reproduit et Schumacher pile devant les stands, manquant d'être percuté par le Brésilien. Ulcéré par ce qu'il considère comme un manque de respect, le triple champion du monde s'explique violemment avec l'Allemand et lui lance un coup de poing, qu'il esquive. Des mécaniciens interviennent pour les séparer ; s'ensuit un entretien privé entre les deux hommes qui règlent à l'amiable leur contentieux,.
La manche germanique, fin juillet, suscite l'engouement des Allemands pour leur pilote national, à qui ils réclament autographes et photographies, alors que la presse teutonne épluche sa vie privée. Adulé comme Rudolf Caracciola et Bernd Rosemeyer dans les années 1930, Schumacher profite de la bonne vitesse de pointe du moteur Ford-Cosworth HBA 7, utilisé pour la première fois en course, pour terminer troisième sur le rapide tracé de Hockenheim après s'être élancé de la sixième place 1 min 41 s 132, à trois secondes de Mansell. L'Allemand opte pour une stratégie sans arrêt aux stands en partant avec les gommes dures proposées par Goodyear et défend sa troisième place pendant douze tours face à Riccardo Patrese qui se plaint des changements de trajectoires incessants de l'Allemand. Martin Brundle, neuvième des qualifications en 1 min 42 s 136, se classe en quatrième position malgré de violentes douleurs dorsales et un pied droit engourdi,,,.
Trois semaines plus tard, en Hongrie sur le Hungaroring, malgré une B192 survireuse et instable, Schumacher s'empare du quatrième temps qualificatif, en 1 min 16 s 524, à une seconde de Patrese, et devance Brundle, sixième en 1 min 18 s 148. En course, les deux équipiers affichent une certaine mésentente : au septième tour, le Britannique tente de dépasser l'Allemand dans l'avant-dernier virage du circuit mais ce dernier se rabat, l'obligeant à mettre deux roues dans la poussière pour éviter un accrochage. Puis, en fin de course, alors qu'il file vers une quatrième place finale, Schumacher, surpris par le freinage brutal de Gerhard Berger (McLaren), freine brusquement à son tour et est percuté par l'arrière par Brundle, sans dommage immédiat ; mais dans la longue ligne droite des stands, son aileron arrière s'envole, il perd le contrôle de sa Benetton et finit dans les graviers. Brundle se contente des points de la cinquième place, après avoir lutté tout au long de la course avec Mika Häkkinen (Team Lotus) et Gerhard Berger (McLaren) pour le bénéfice de la quatrième place, constituant alors la principale animation de cette épreuve jugée ennuyeuse par les observateurs,,,.

### Première victoire pour Schumacher, cinq podiums pour Brundle

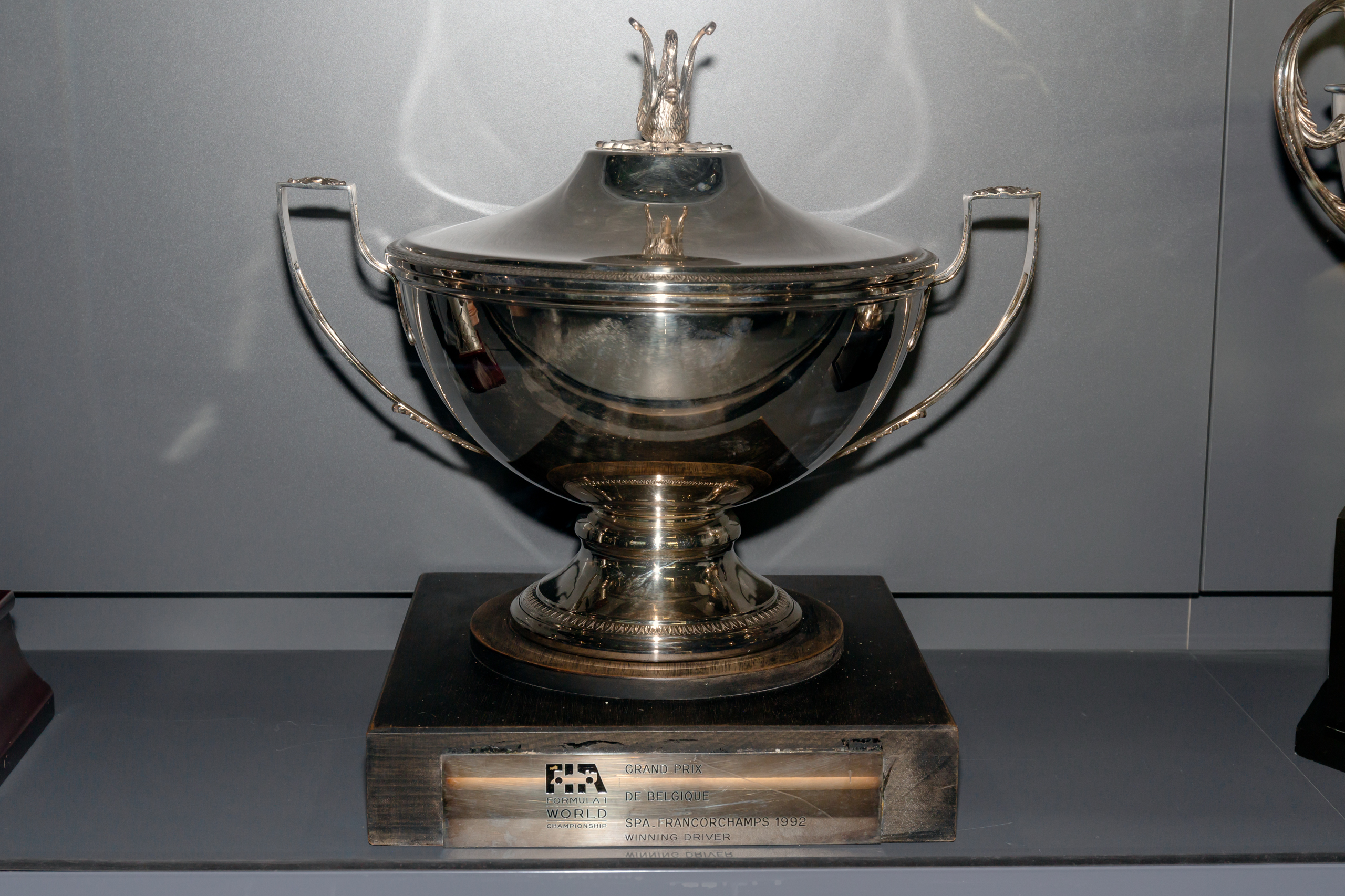
Le trophée du vainqueur du Grand Prix de Belgique 1992, premier succès de Schumacher en Formule 1.

Fin août, un an après ses débuts en Formule 1, Michael Schumacher remporte son premier Grand Prix, en Belgique, sur le circuit de Spa-Francorchamps qui l'a vu faire ses débuts. Troisième des qualifications en 1 min 53 s 221 à 2,6 secondes de Nigel Mansell (Williams), il est convaincu qu'il peut gagner la course. L'Allemand conserve sa position jusqu'au vingt-neuvième tour, où il la cède à Brundle après être parti à la faute à Stavelot. Il se dit alors qu'il ne remportera pas la course. Néanmoins, observant l'usure des pneus pluie de son équipier, il choisit de chausser les pneus slicks tandis que Brundle fait l'erreur de poursuivre encore un tour avec des gommes à bout de souffle. Sur une piste s'asséchant, Schumacher tient un rythme de course supérieur aux pilotes Williams en pneus pluie. Mansell et Patrese changent leurs gommes tardivement, laissant les commandes de la course à l'Allemand à dix tours de l'arrivée et jusqu'au drapeau à damier. Également auteur de son premier meilleur tour en course, il s'agit du premier succès d'un pilote allemand depuis celui de Jochen Mass lors du Grand Prix d'Espagne 1975. Ému aux larmes par cette prestation qu'il considère comme une victoire à domicile, il est félicité tant par Flavio Briatore, son manager Willi Weber, que par Senna et Mansell. Brundle termine quatrième après s'être élancé depuis la neuvième place (1 min 54 s 973 en qualifications),,,,. Benetton récupère alors la deuxième place au championnat du monde des pilotes à McLaren, avec 64 points.
Le 3 septembre, une semaine avant le Grand Prix d'Italie, Benetton, désireux de renforcer son image d'écurie italienne malgré sa licence de course britannique, officialise le recrutement de l'Italien Riccardo Patrese pour 1993, aux côtés de Michael Schumacher qui rejette les avances de McLaren, entraînant l'éviction de Martin Brundle, considéré comme un simple faire-valoir au sein de sa propre équipe. La décision est mal vécue tant par le principal intéressé que par ses soutiens britanniques, comme l'ancien pilote James Hunt, qui souligne que le vétéran anglais s'est montré à la fois régulier et compétitif face au jeune Allemand,,.
À Monza, victimes de sous-virage et de plusieurs têtes-à-queues, Schumacher (1 min 23 s 629) et Brundle (1 min 24 s 551) se contentent des sixième et neuvième place sur la grille. L'Allemand dispute la course avec le mulet. Schumacher patine au départ et s’accroche avec Thierry Boutsen (Ligier), endommageant le nez de sa B192. Après un arrêt aux stands pour le changer, il reprend la course en dernière position mais effectue une remontée de la vingt-cinquième à la troisième place, juste derrière Brundle, qui permet à Benetton de placer ses deux voitures sur le podium pour la première fois de la saison. La bonne prestation du Britannique intéresse alors Frank Williams, qui cherche désormais un pilote pour épauler Prost en 1993,,.
Fin septembre, lors du Grand Prix du Portugal disputé sur le circuit d'Estoril, Schumacher (1 min 15 s 356) et Brundle (1 min 16 s 084), prennent les cinquième et sixième places sur la grille, à plus de deux secondes des pilotes Williams. Alors que le Britannique termine quatrième, à un tour du vainqueur Mansell, après avoir été dépassé par Senna à deux tours de l'arrivée, l'Allemand s'élance depuis le fond de grille puisque son moteur a calé lors du tour de formation : il opère alors une remontée, gâchée par la crevaison de son pneu avant-droit au quarante-quatrième tour en roulant sur les débris de la Williams accidentée de Patrese. Contraint de passer par les stands, il y repasse une troisième fois, trois boucles plus loin, pour faire examiner sa coque, légèrement abîmée. Il termine septième, laissant la deuxième place de Benetton au championnat des constructeurs à McLaren,.
Trois semaines plus tard, à Suzuka au Japon, Schumacher se qualifie en cinquième position en 1 min 40 s 922, à 3,5 secondes de la pole position de Mansell. Brundle, victime d'une intoxication alimentaire, ne peut faire mieux que treizième, en 1 min 42 s 626, et passe la journée du samedi dans son lit. En course, l'Allemand abandonne, au treizième tour, pour la première fois de la saison sur problème mécanique, à cause d'une boîte de vitesses bloquée. De son côté, Brundle impressionne les observateurs en effectuant une remontée qui le mène à la troisième place finale. Pour autant, Williams finit par se désintéresser du Britannique, lui préférant Damon Hill pour 1993, même si Frank Williams concède que même si Brundle n'est pas très bon en qualifications, il vaut une cinquantaine de points sur une saison, ce qui permettrait à l'équipe britannique de conserver son titre de champion du monde des constructeurs acquis en 1992,,,.
Enfin, début novembre, lors du Grand Prix d'Australie sur le circuit d'Adélaïde, malgré un accident aux essais, Schumacher prend la cinquième place des qualifications, en 1 min 15 s 210, à 1,4 seconde de Mansell, tandis que Brundle, huitième en 1 min 16 s 562 jongle avec une B192 tantôt sous-vireuse, tantôt survireuse. En course, à la lutte pour la victoire avec Berger, l'Allemand prend la deuxième place et réalise le meilleur tour en course alors que Brundle complète le podium,,,.
Au terme du championnat, Benetton Formula, qui a marqué des points lors de toutes les courses de la saison, est troisième du classement des constructeurs avec 91 points. Michael Schumacher, en lutte pour le titre honorifique de vice-champion avec Riccardo Patrese et Ayrton Senna, prend la troisième place du championnat du monde des pilotes avec 53 points tandis que Martin Brundle est sixième avec 38 points,.

## Devenir des monoplaces

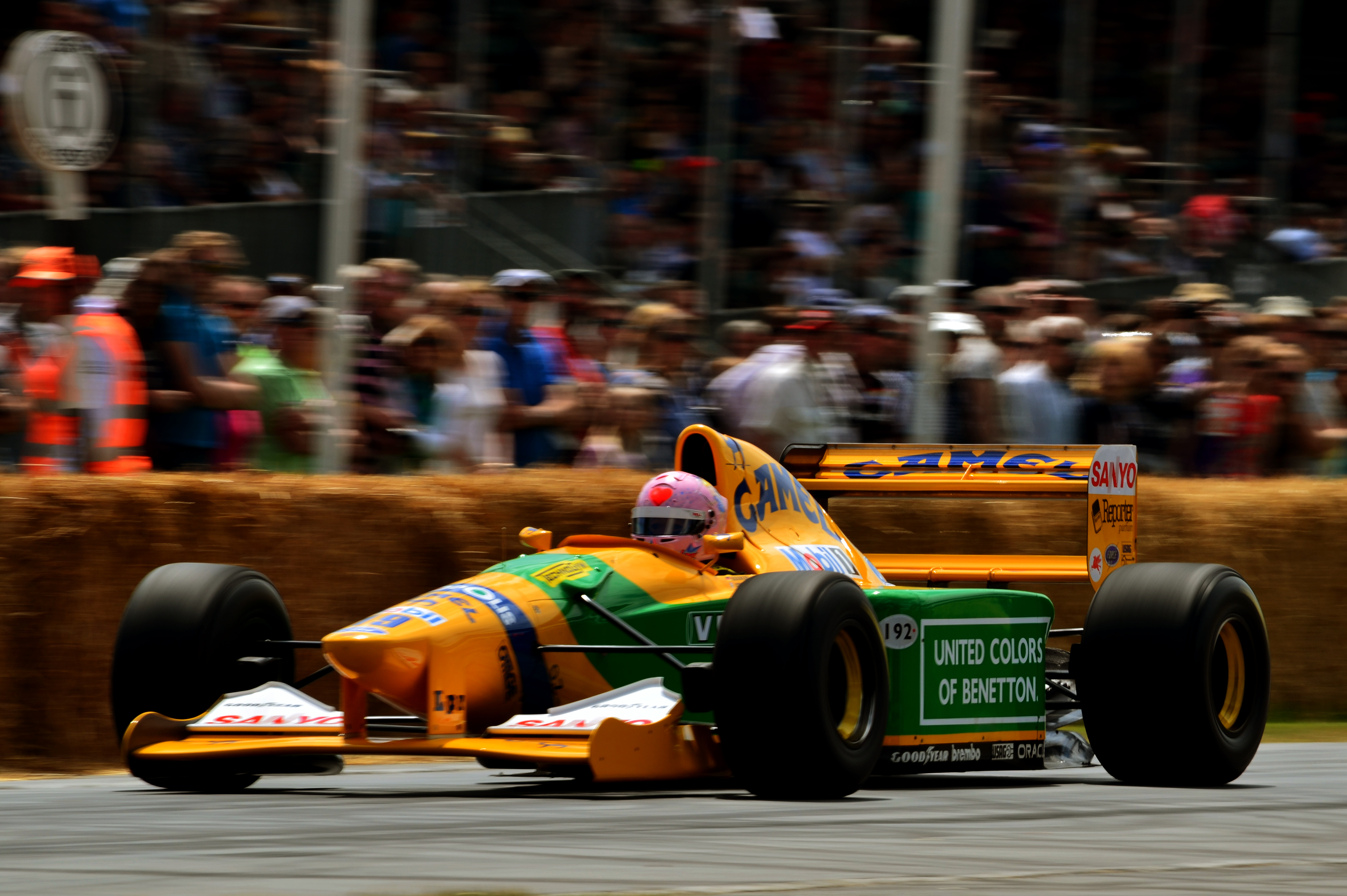
La Benetton B192 de Schumacher lors du festival de vitesse de Goodwood en 2014.

La Benetton B192 effectue régulièrement des démonstrations lors du Festival de vitesse de Goodwood. En 2018, lors d'une vente aux enchères organisée par la maison Sotheby's à Monaco, le châssis B192-01, qui n'a roulé que lors du Grand Prix d'Espagne 1992 aux mains de Michael Schumacher, avant de servir de mulet lors des deux manches suivantes, à Saint-Marin et à Monaco, est acquis pour 815 000 euros.
Le châssis B192-06, piloté par Schumacher en Grande-Bretagne, en Allemagne et en Italie, avant de servir de mulet pour les trois dernières manches de la saison, participe au championnat historique EuroBOSS réunissant d'anciennes monoplaces de Formule 1, avec Matthew Mortlock. Proposé aux enchères par Sotheby's lors d'une vente à Abou Dabi en 2019, il ne trouve pas d'acquéreur.

## Résultats en championnat du monde de Formule 1
| Saison | Écurie              | Moteur                       | Pneus    | Pilotes            | Courses | Courses | Courses | Courses | Courses | Courses | Courses | Courses | Courses | Courses | Courses | Courses | Courses | Courses | Courses | Courses | Points inscrits | Classement |
| Saison | Écurie              | Moteur                       | Pneus    | Pilotes            | 1       | 2       | 3       | 4       | 5       | 6       | 7       | 8       | 9       | 10      | 11      | 12      | 13      | 14      | 15      | 16      | Points inscrits | Classement |
| ------ | ------------------- | ---------------------------- | -------- | ------------------ | ------- | ------- | ------- | ------- | ------- | ------- | ------- | ------- | ------- | ------- | ------- | ------- | ------- | ------- | ------- | ------- | --------------- | ---------- |
| 1992   | Camel Benetton Ford | Ford-Cosworth HBA5 / HBA7 V8 | Goodyear |                    | AFS     | MEX     | BRÉ     | ESP     | SMR     | MON     | CAN     | FRA     | GBR     | ALL     | HON     | BEL     | ITA     | POR     | JAP     | AUS     | 91*             | 3e         |
| 1992   | Camel Benetton Ford | Ford-Cosworth HBA5 / HBA7 V8 | Goodyear | Michael Schumacher |         |         |         | 2e      | Abd     | 4e      | 2e      | Abd     | 4e      | 3e      | Abd     | 1er     | 3e      | 7e      | Abd     | 2e      | 91*             | 3e         |
| 1992   | Camel Benetton Ford | Ford-Cosworth HBA5 / HBA7 V8 | Goodyear | Martin Brundle     |         |         |         | Abd     | 4e      | 5e      | Abd     | 3e      | 3e      | 4e      | 5e      | 4e      | 2e      | 4e      | 3e      | 3e      | 91*             | 3e         |

Légende : ici 
- 11 points marqués avec la Benetton B191B